# Borís Tíjonov
Borís Nikoláyevich Tíjonov (en ruso: Борис Николаевич Тихонов, Labínskaya, 17 de mayo de 1922-Krasnodar, 17 de octubre de 1972) fue un piloto militar soviético ruso. Héroe de la Unión Soviética (1946).

## Biografía
Nació en una familia obrera de la stanitsa Labínskaya del óblast de Kubán-Mar Negro de la RSFS de Rusia de la Unión Soviética el 17 de mayo de 1922. Se graduó en la escuela n.º 2 A. P. Chéjov de Taganrog. En 1940 finalizó sus estudios en la Escuela Técnica de Aviación de Taganrog y en el aeroclub local, ingresando en la escuela militar de pilotos V. P. Chkálov.
Participó en la Gran Guerra Patria desde agosto de 1943. Fue designado comandante del 175.º Regimiento Aéreo de Asalto de la Guardia de la 11.ª División Aérea de Asalto de la Guardia de la 16.ª Fuerza Aérea del Primer Frente Bielorruso como primer teniente. Realizó más de 120 misiones de combate de ataque contra el enemigo. Miembro del Partido Comunista de la Unión Soviética desde 1945. En 1951 se graduó en la escuela superior de oficiales de Krasnodar. En 1956 entró en la reserva. Vivió en Krasnodar hasta su muerte el 17 de octubre de 1972.

## Condecoraciones
- Héroe de la Unión Soviética (15 de mayo de 1946)
- Orden de Lenin
- Tres Órdenes de la Bandera Roja
- Orden de la Guerra Patria de 1.ª clase.
- Dos Órdenes de la Estrella Roja
- Medallas